# Anastasij Antonovič Jurkovski
Anastasij Antonovič Jurkovski (rusko Анаста́сий Анто́нович Юрко́вский), ruski general madžarskega rodu, * 1755, † 1831.
Bil je eden izmed pomembnejših generalov, ki so se borili med Napoleonovo invazijo na Rusijo. 
Njegov portret je bil eden izmed 13, ki niso bili nikoli izdelani za Vojaško galerijo Zimskega dvorca.

## Življenje
1. junija 1772 je vstopil v madžarski huzarski polk, s katerim se je udeležil rusko-turške vojne (1772-74); 1. januarja 1774 je bil povišan v zastavnika. V letih 1788-91 se je ponovno bojeval proti Turkom. 
1. novembra 1798 je bil povišan v polkovnika in 15. julija 1800 je postal poveljnik Aleksandrinskega huzarskega polka. 1. januarja 1807 je bil povišan v generalmajorja ter imenovan za poveljnika Elisavetgradskega huzarskega polka. Sodeloval je v bojih proti Francozom leta 1807. 13. januarja 1808 je bil upokojen.
20. novembra 1812 je bil ponovno aktiviran ter dodeljen Kozakom. Med 13. marcem 1816 in 1826 je bil poveljnik sevastopolske trdnjave.